# Habitatges al carrer Jacint Verdaguer, 191-197 (Sant Vicenç dels Horts)
Els Habitatges al carrer Jacint Verdaguer, 191-197 és una obra del municipi de Sant Vicenç dels Horts (Baix Llobregat) inclosa en l'Inventari del Patrimoni Arquitectònic de Catalunya.

## Descripció
Aquestes quatre cases són restes d'un conjunt d'habitatges unifamiliars. Són petits habitatges d'una sola planta rectangular, amb terrat de tipus català i eixida a la façana S.
El coronament és l'element diferenciador de totes elles: frontons que combinen espais rectes o bé ondulats, quadrats, amb dentellons i motllures, ceràmiques i baranes de ferro forjat.

## Història
Aquests edificis foren construïts a principi del segle XX per la família Comamala i eren destinats als treballadors de la fàbrica de filats.